# Corte di giustizia federale (Germania)

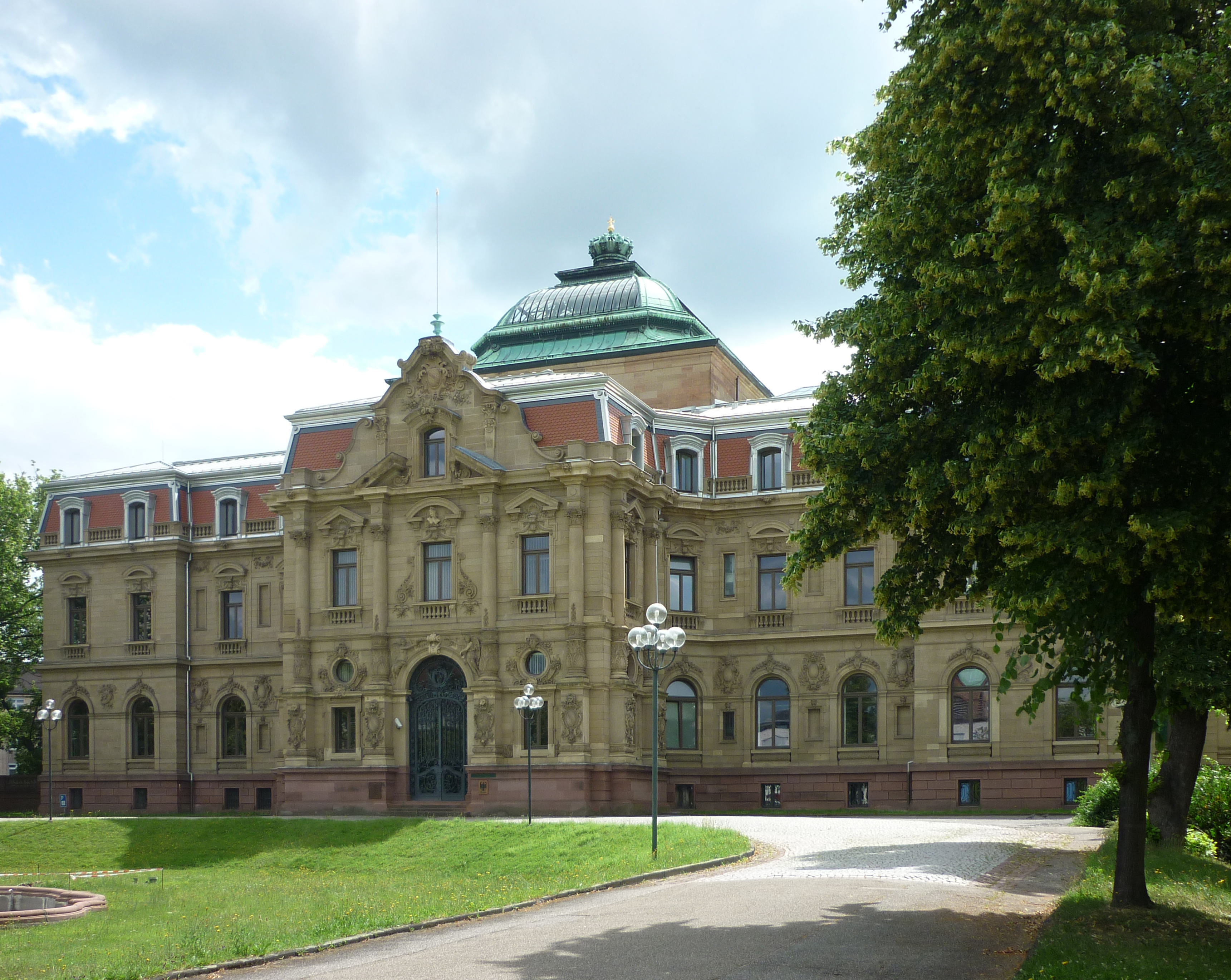
Palazzo principale della Corte di cassazione federale

La Corte di giustizia federale  (in tedesco: Bundesgerichtshof - BGH) è la corte di ultima istanza nel sistema della giurisdizione ordinaria (ordentliche Gerichtsbarkeit) in Germania. La sua competenza comprende i casi di diritto penale e diritto civile. Ha sede a Karlsruhe e Lipsia.

## Ripartizione della giurisdizione
In Germania, la giurisdizione è ripartita tra il livello regionale e quello federale. Ogni singolo Land ha un proprio sistema giudiziario e organizza in proprio la formazione dei magistrati (comune a quella degli avvocati e dei notai), come anche il loro reclutamento e la loro carriera.
Esistono quindi in ogni regione tribunali dedicati a ciascuna delle cinque giurisdizioni (ordinaria, amministrativa, del lavoro, finanziaria e sociale). In genere sono previsti due gradi di giudizio, ossia un tribunale di prima istanza e una Corte d'Appello, a parte nella giurisdizione finanziaria, in cui è previsto un solo grado a livello di Land.
In ultima istanza, al contrario, la giurisdizione è esercitata a livello federale, da cinque corti supreme, ognuna delle quali è competente per una determinata materia. Oltre alla Corte di federale di giustizia per la giurisdizione ordinaria, si ha il Tribunale amministrativo federale, con sede a Lipsia, il Tribunale federale del lavoro a Erfurt, il Tribunale sociale federale a Kassel, la Corte Finanziaria Federale a Monaco di Baviera.

## Nomina dei magistrati, provvedimenti disciplinari
In Germania non esiste un organo di autogoverno della magistratura affine al CSM italiano. La nomina dei magistrati addetti ai tribunali federali incombe così al Ministro federale competente in materia (Giustizia, Lavoro, Finanze, ecc.). I provvedimenti disciplinari contro giudici e procuratori federali possono essere assunti solo nel caso in cui, a seguito di una richiesta del Bundestag in tal senso, il Tribunale costituzionale abbia accertato un comportamento doloso del singolo magistrato, con decisione presa da almeno i 2/3 dei suoi componenti.